# Cirque d'Antioche
Le cirque romain d'Antioche est une ancienne structure liée au palais impérial voisin, qui avait une fonction importante, surtout pendant la période où Antioche était l'une des capitales tétrarchiques de l'Empire romain (certainement après 286, mais plus probablement au IVe siècle).

## Histoire
Le cirque a été construit peut-être en 67 av. J.-C. par Quintus Marcius Rex (alors gouverneur de la Cilicie voisine), ou peut-être a-t-il été confondu avec une structure plus semblable à un amphithéâtre qu'à un cirque, auquel cas situé dans un autre quartier de la ville. Le cirque actuel, archéologiquement étudié, a été construit sur l'île au nord de l'Oronte. En 115, lors du séjour de l'empereur Trajan, Antioche est dévastée par un terrible tremblement de terre, à tel point que le prince lui-même est contraint de se réfugier dans le cirque pendant plusieurs jours. Rénovée à plusieurs reprises, notamment en raison des fréquents tremblements de terre de la région, il fut considérablement agrandi au cours du IVe siècle durant le règne du fils de Constantin Ier, Constance II, qui y résida sans interruption, pour faire face à la menace sassanide de 337 à 350. Le cirque semble être définitivement tombé en désuétude après le terrible tremblement de terre qui frappa la ville d'Antioche en 526.

## Structure

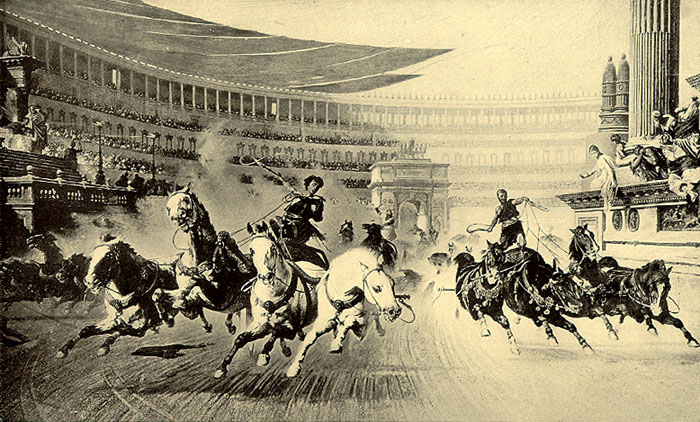
Reconstitution artistique d'un cirque de la Rome antique.

Le cirque était situé à côté du palais impérial, sur l'île au nord de l'Oronte, selon une orientation quasiment nord-sud. L'arène mesurait 492,5 mètres de long et 70 à 75 mètres de large. La distance entre les carceres et la balustrade centrale était de 145 mètres. La longueur centrale était de 283 mètres. La capacité globale de l'ensemble est estimée à 80 000 personnes, assises le long de ses gradins.

## Archéologie du cirque antique
La première campagne de fouilles sur le site de l'ancien cirque débute en 1932, entreprise par une équipe d'archéologues de l'université de Princeton, et dure jusqu'en 1935. D'après les fouilles archéologiques, la datation de la plupart des édifices remonte au IVe siècle, avec un début d'activité dans la seconde moitié du Ier siècle av. J.-C..